# Drown in My Own Tears
«Drown in my own tears» es una canción popularizada en los años 50 por Ray Charles; en 1967 la grabó Aretha Franklin y más tarde Etta James. 
La melodía principal está interpretada por un piano, acompañado de únicamente de una batería y una sección de viento metal que aparece en determinados momentos antes del estribillo; para dar paso a unos potentes coros. En el tema se respira ese halo misterioso de Charles, y se nota indiscutiblemente que esa canción sabe a él. Aretha Franklin le pone la majestuosidad de su voz, y torna los puntos sensuales de la voz de Ray Charles, en lamentos.
- Datos: Q5308671